# Nyugat-al-bábi offenzíva (2016. október–november)
A 2016. október–novemberi nyugat-al-bábi offenzíva több érdekelt oldal összetűzése volt Aleppó kormányzóságban Mare' és Tel Rifaat városoktól délre, melyben részt vett a Szír Hadsereg, a Szíriai Demokratikus Erők (SDF) (többek között az ő oldalukon harcoltak a Szabad Szíriai Hadsereg egyes osztagai is) az FSA más, Törökország által támohgatott részei és az ISIL is.

## Előzmények
Október 18-án az Északi Villám Dandár Hamza Osztaga ultimátumot intézett a Kurdisztáni Munkáspárt és a Forradalmárok Hadserege felé, melyben arra szólították fel őket, hogy 48 órán belül hagyják el Tell Rifaat területét, mert ha nem, akkor megtámadják a várost.

## Az offenzíva

### Az első hét

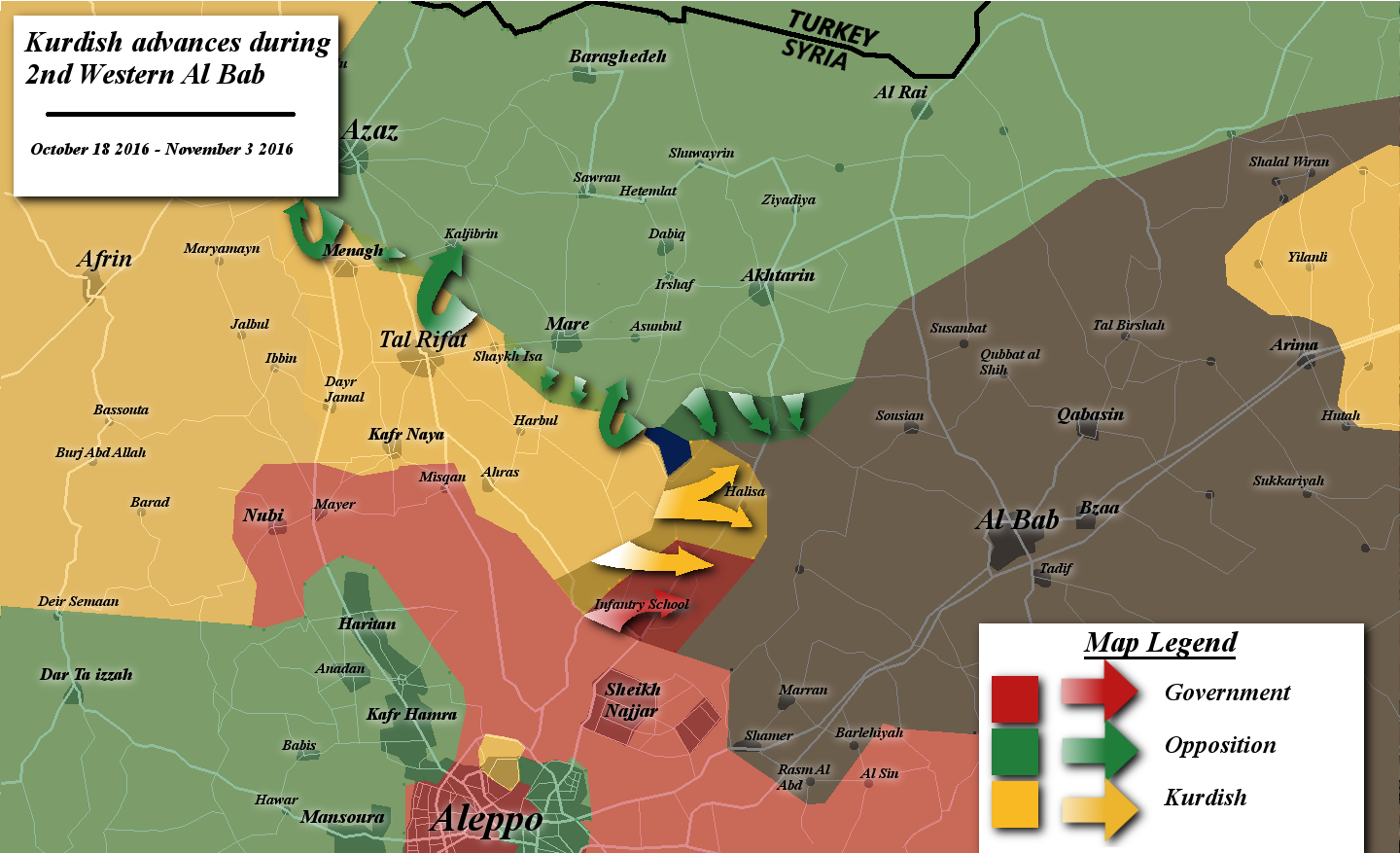
Az offenzíva térképe

Október 18-án és 19-én arra válaszul, hogy a Törökország által támogatott Szabad Szíriai Hadsereg miután az ISIL-től elfoglalta Dábik városát, elindultak délnek, és elérték a Shaba víztározó északi partjait. A Szíriai Demokratikus Erők megindultak délkeletre, és több falut is elfoglaltak a víztározó déli partján, többek között a gátat is. Az előretörésre válaszul a felkelők és az Azaz környékén állomásozó török tűzerő tűz alá vette a Forradalmárok Hadseregének Herbebebn és más, az SDF felügyelete alatt lévő faluban található állásait. Mindeközben Törökország Légiereje 26 alkalommal hajtott végre támadást a környéken lévő SDF-posztok ellen.
Október 20-án a felkelők elfoglalták a Hasiyah farmokat, melyeket korábban az SDF az ISIL-től szerzett meg, bár Hasiyah falu még mindig az SDF kezén volt. Eközben az ISIL elfoglalt egy hegyet az SDF-től. Másnap a harcok három falu körül összpontosultak, mert a felkeők az SDF-től akartak újabb területeket szerezni. A törökök segítségével harcoló csapatok egy másik célpontra összpontosítottak. Ezzel párhuzamosan az SDF kivonult hat olyan faluból, mely korábban az ISIL-é volt, mert meg akarta akadályozni azt, hogy a török támogatású felkelők ketté vágják a csapataikat. Éjszaka 10 óra után a felkelők kivonultak a területről, mert nem tudtak előre haladni. Ezalatt az SDF visszafoglalta azokat a farmokat és falvakat, melyeket korábban elveszített. Az SDF megkezdte a felkészülést a felkelők második, másnapra várt támadására.
Október 22-n visszaverték a felkelők újabb, ezúttal török támogatással indított támadását. A török tankokra állítólag az SDF támadt rá. A harcok központja Tell Rifaat környékén volt, török tankokat pedig Tell Rifaat, mind Mare' övezetébe is vezényeltek. Másnap egy ellentámadásban az SDF elfoglalt egy farmot a Shahba-gátnál, ahol megszerezték a felkelők egyik BMP–1-es felfegyverzett járművét. Itt egy drónt is lelőttek.
Október 23-án a török hadsereg tovább lőtte Sheikh Issa, Herbel és a fronttól nyugatra fekvő Jandairis területét. Hawar szerint 20 ember holttestét vitték vissza Azazba, és emiatt több felkelő – a számtalan áldozatra hivatkozva – nem vállalta, hogy harcoljon az SDF ellen, ami önpusztító összecsapásokhoz vezetett. Másnap olyan hírek érkeztek, hogy a Levantei Front felhagyott a támadásokkal, seregeit pedig kelet felé kivonja. Ezzel ellentétben a Hamza Osztag kijelentette, hogy elkötelezettek atekintetben, hogy tovább harcoljanak az YPG ellen, és hamarosan megtámadják az SDF-et is. Eközben a felkelők ismét területeket szereztek meg az ISIL-től, mert a felkelők 5 falut és a környékükön fekvő egyik farmot szerezték meg.

### A második hét
Október 25-én a törökök támogatta felkelők újabb támadást indítottak az SDF ellen, akik később ezt visszaverték, és megszereztek három, ideiglenesen elveszített falut. Tal al-Madiq környékén folytatódtak a heves harcok, ahol az SDF négy járművet tett tönkre. A felkelők pártján álló média azzal vádolta az SDF-et, hogy a Szíriai Légierő és Oroszország Légiereje is segítette őket, míg a kurdpárti média szerint a felkelők vegyi fegyvereket is bevetettek a támadásaik során. Másnapra egy ellentámadásban az SDF két falut megszerzett a felkelők seregeitől.
október 27-én a felkelők több falut is elfoglaltak az ISIL-től, ahol csak kis ellenállással szembesültek. Eközben az SDF Tal al-Madiqtól északra és a török határ mentén foglalt el területeket a Levantei Fronttól és a törökök támogatását élvező FSA-egységektől.
Október 28-30 között az SDF és a Szír Hadsereg elkezdett nyíltan együtt működni az ISIL ellen, és mindkét fél támogatja egymást a területszerzésekben. 17 falut szereztek meg, melyek közül 11 az SDF, 6 pedig a Szír Hadsereg kezére került. Utóbbi megszerezte a Muslamiyah Cementgyárat és az Aleppói Gyalogoskiképzőt. Az SDF és a Hadsereg Főparancsnoksága által megkötött megállapodás szerint a Sheikh Najjar Ipari Parktól északra egy nagy ütközőzónát alakít ki a Hadsereg, ezért cserébe hagyja, hogy ha az SDF előbb eléri al-Bábot, mint a kormány, akkor az az övéké lesz. Ugyanakkor az ISIL ellentámadást indított a törökök támogatta felkelők ellen, és egy falut visszafoglaltak tőlük. Október 31-én az SDF elfoglalt a Levantei Front és az FSA egységeitő három falut és a Hassin farmokat.

### Harmadik hét
November 1-én az ISIL 17 falut visszafoglalt a felkelőktől, és ezek közé tartozott Akhtarin is. Másnap Akhtarin nagy részét visszafoglalták a felkelők, de a város kisebb részei még mindig az ISIL ellenőrzése alatt álltak, bár a felkelők ott is támadtak. Eközben mozsárral és ágyúval a török támogatású felkelők és az ISIL egyaránt lőtte az SDFF állásait, mely során több mint 20 ember meghalt, több tucatnyian pedig megsebesültek. Emiatt az SDF azzal vádolta meg az ellenfeleit, hogy azok összehangolták a támadásaikat.

## Következmények
2016. november elején a Sham Légió egyik zászlóalja dezertált, és átállt az SDF Manbij Katonai Tanácsához.
Ekkor a felkelők áttették célpontjukat al-Bab nyugati részéről, nehogy összecsapásba keveredjenek az SDF-fel, és az ISIL-lel kezdtek el harcolni al-Babtól északra. November 6. és 13. között a felkelő 29 falut elfoglaltak, és már csak 7 km választotta el őket al-Babtól.